# Handball-Bayernliga 1964/65
Die Saison 1964/65 der Handball-Bayernliga wurde unter dem Dach des „Bayerischen Handballverbandes“ (BHV) organisiert, sie war die siebte Spielzeit der bayerischen Handballliga und als eine der höchsten Spielklassen im deutschen Ligensystem eingestuft.

## Bayerische Meisterschaft
Meister wurde der TSV Milbertshofen und Vizemeister der ESV München-Laim. Somit waren auch beide Münchner Vereine für die Süddeutsche Meisterschaft 1965 qualifiziert. TSV Partenkirchen und Post SV München belegten die Abstiegsplätze. Die Plätze 6 und 7 waren am Ende der Saison punktgleich, so konnte sich Zirndorf erst in einen Entscheidungsspiel gegen Partenkirchen den Klassenerhalt sichern.

### Modus
Es spielte jedes Team nur einmal gegeneinander, ohne Rückrunde. So war bereits nach sieben Spieltagen die Meisterschaft entschieden. Meister und Vizemeister waren zur Teilnahme an der Süddeutschen Meisterschaft qualifiziert. Die Plätze sieben und acht waren die Absteiger.

## Teilnehmer
An der Bayernliga 1964/65 nahmen acht Mannschaften teil. Titelverteidiger war der ESV München-Laim und neu in der Liga waren die Aufsteiger TV 1860 Bad Windsheim und TSV Partenkirchen. Nicht mehr dabei waren die Absteiger der Vorsaison TSV Allach 09 und1. FC Nürnberg.

### Abschlusstabelle
|    | Mannschaft                | Spiele | Punkte |
| -- | ------------------------- | ------ | ------ |
| 1. | TSV Milbertshofen         | 7      | 14:0   |
| 2. | ESV München-Laim (M)      | 7      | 9:5    |
| 3. | TSV 1860 Ansbach          | 7      | 8:6    |
| 4. | Regensburger TS           | 7      | 8:6    |
| 5. | TV 1860 Bad Windsheim (N) | 7      | 6:8    |
| 6. | TSV 1861 Zirndorf         | 7      | 5:9    |
| 7. | TSV Partenkirchen (N)     | 7      | 5:9    |
| 8. | Post SV München           | 7      | 1:13   |

Bereich des „Bayer. Handballverbandes“ (BHV)

(M) = Meister (Titelverteidiger) (N) = Neu in der Liga (Aufsteiger) 

Bayerischer Meister und für die Endrunde zur Süddeutschen Meisterschaft qualifiziert
Für die Endrunde zur Süddeutschen Meisterschaft 1965 qualifiziert
 Für die Bayernliga 1965/66 qualifiziert
Absteiger
- Entscheidungsspiel um Platz 7:  TSV Zirndorf – TSV Partenkirchen 16:8